# Mazel (Senouire)
Pour les articles homonymes, voir Mazel.
Le ruisseau du Mazel est un ruisseau français qui coule dans le département de la Haute-Loire. Il prend sa source dans les monts du Livradois et se jette dans la Senouire en rive gauche. C’est donc un sous-affluent de l’Allier puis de la Loire.

## Géographie
Le ruisseau prend sa source à 940 mètres d’altitude dans les monts du  monts du Livradois, près du  hameau du Mont (commune de Jax). L’endroit se trouve à proximité du suc de la Chaud (1029 mètres). 
Il s'oriente d’abord dans une direction ouest puis nord-ouest. Il rejoint la Senouire en rive gauche en aval du village de   Mazeyrat-Aurouze. 
La totalité de son bassin versant fait partie du parc naturel régional Livradois-Forez.

## Affluents
Le Mazel a deux affluents probables mais aucun n'est référencé

## Communes traversées
D'amont en aval, la rivière traverse les communes suivantes
, toutes situées dans le département de la  Haute-Loire : 
- Jax (Haute-Loire).
- Chavaniac-Lafayette
- Mazeyrat-Aurouze